# Admir Teli
Admir Teli (Scutari, 2 giugno 1981) è un ex calciatore albanese, di ruolo difensore.

## Carriera

### Club
Il 22 agosto 2008 viene acquistato a titolo definitivo dalla squadra turca dell'Hacettepe per 100.000 euro.

### Nazionale
Ha fatto il suo debutto con la maglia della Nazionale albanese nel 2008.

## Statistiche

### Presenze e reti nei club
Statistiche aggiornate al 3 giugno 2015.
| Stagione        | Squadra         | Campionato      | Campionato | Campionato | Coppe nazionali | Coppe nazionali | Coppe nazionali | Coppe continentali | Coppe continentali | Coppe continentali | Altre coppe | Altre coppe | Altre coppe | Totale | Totale |
| Stagione        | Squadra         | Comp            | Pres       | Reti       | Comp            | Pres            | Reti            | Comp               | Pres               | Reti               | Comp        | Pres        | Reti        | Pres   | Reti   |
| --------------- | --------------- | --------------- | ---------- | ---------- | --------------- | --------------- | --------------- | ------------------ | ------------------ | ------------------ | ----------- | ----------- | ----------- | ------ | ------ |
| 2000-2001       | Vllaznia        | KS              | 4          | 0          | CA              | 0               | 0               | -                  | -                  | -                  | -           | -           | -           | 4      | 0      |
| 2001-2002       | Vllaznia        | KS              | 18         | 0          | CA              | 0               | 0               | -                  | -                  | -                  | -           | -           | -           | 18     | 0      |
| 2002-2003       | Vllaznia        | KS              | 9          | 0          | CA              | 0               | 0               | -                  | -                  | -                  | -           | -           | -           | 9      | 0      |
| 2003-2004       | Vllaznia        | KS              | 33         | 1          | CA              | 0               | 0               | CU                 | 2                  | 0                  | -           | -           | -           | 35     | 1      |
| 2004-2005       | Vllaznia        | KS              | 31         | 3          | CA              | 0               | 0               | Int                | 4                  | 0                  | -           | -           | -           | 35     | 3      |
| lug. 2005       | Elbasani        | KS              | 0          | 0          | CA              | 0               | 0               | CU                 | 2                  | 0                  | -           | -           | -           | 2      | 0      |
| 2005-2006       | Vllaznia        | KS              | 28         | 1          | CA              | 0               | 0               | -                  | -                  | -                  | -           | -           | -           | 28     | 1      |
| 2006-2007       | Vllaznia        | KS              | 23         | 1          | CA              | 0               | 0               | -                  | -                  | -                  | -           | -           | -           | 23     | 1      |
| 2007-2008       | Vllaznia        | KS              | 29         | 0          | CA              | 1               | 0               | Int                | 4                  | 0                  | -           | -           | -           | 34     | 0      |
| ago. 2008       | Vllaznia        | KS              | 0          | 0          | CA              | 0               | 0               | CU                 | 3                  | 0                  | -           | -           | -           | 3      | 0      |
| Totale Vllaznia | Totale Vllaznia | Totale Vllaznia | 175        | 6          |                 | 1               | 0               |                    | 13                 | 0                  |             | -           | -           | 189    | 6      |
| 2008-gen. 2009  | Hacettepe       | SL              | 16         | 0          | CT              | 1               | 0               | -                  | -                  | -                  | -           | -           | -           | 17     | 0      |
| gen.-giu. 2009  | Qarabağ         | PL              | 13         | 2          | CA              | 0               | 0               | -                  | -                  | -                  | -           | -           | -           | 13     | 2      |
| 2009-2010       | Qarabağ         | PL              | 30         | 1          | CA              | 2               | 1               | UEL                | 6                  | 0                  | -           | -           | -           | 38     | 2      |
| 2010-2011       | Qarabağ         | PL              | 30         | 2          | CA              | 1               | 0               | UEL                | 6                  | 0                  | -           | -           | -           | 37     | 2      |
| 2011-2012       | Qarabağ         | PL              | 32         | 1          | CA              | 5               | 0               | UEL                | 6                  | 1                  | -           | -           | -           | 43     | 2      |
| 2012-2013       | Qarabağ         | PL              | 30         | 2          | CA              | 4               | 0               | -                  | -                  | -                  | -           | -           | -           | 34     | 2      |
| 2013-2014       | Qarabağ         | PL              | 19         | 0          | CA              | 2               | 0               | UEL                | 8                  | 0                  | -           | -           | -           | 29     | 0      |
| 2014-2015       | Qarabağ         | PL              | 18         | 0          | CA              | 4               | 0               | UCL+UEL            | 3+4                | 0                  | -           | -           | -           | 29     | 0      |
| Totale Qarabağ  | Totale Qarabağ  | Totale Qarabağ  | 172        | 8          |                 | 18              | 1               |                    | 33                 | 1                  |             | -           | -           | 223    | 10     |
| Totale carriera | Totale carriera | Totale carriera | 363        | 14         |                 | 20              | 1               |                    | 48                 | 1                  |             | -           | -           | 431    | 16     |

### Cronologia presenze e reti in Nazionale
| Cronologia completa delle presenze e delle reti in nazionale ― Albania | Cronologia completa delle presenze e delle reti in nazionale ― Albania | Cronologia completa delle presenze e delle reti in nazionale ― Albania | Cronologia completa delle presenze e delle reti in nazionale ― Albania | Cronologia completa delle presenze e delle reti in nazionale ― Albania | Cronologia completa delle presenze e delle reti in nazionale ― Albania | Cronologia completa delle presenze e delle reti in nazionale ― Albania | Cronologia completa delle presenze e delle reti in nazionale ― Albania |
| Data                                                                   | Città                                                                  | In casa                                                                | Risultato                                                              | Ospiti                                                                 | Competizione                                                           | Reti                                                                   | Note                                                                   |
| ---------------------------------------------------------------------- | ---------------------------------------------------------------------- | ---------------------------------------------------------------------- | ---------------------------------------------------------------------- | ---------------------------------------------------------------------- | ---------------------------------------------------------------------- | ---------------------------------------------------------------------- | ---------------------------------------------------------------------- |
| 22-3-2006                                                              | Tirana                                                                 | Albania                                                                | 0 – 0                                                                  | Georgia                                                                | Amichevole                                                             | -                                                                      | 46’                                                                    |
| 20-8-2008                                                              | Tirana                                                                 | Albania                                                                | 2 – 0                                                                  | Liechtenstein                                                          | Amichevole                                                             | -                                                                      |                                                                        |
| 6-9-2008                                                               | Tirana                                                                 | Albania                                                                | 0 – 0                                                                  | Svezia                                                                 | Qual. Mondiali 2010                                                    | -                                                                      | 82’                                                                    |
| 15-10-2008                                                             | Braga                                                                  | Portogallo                                                             | 0 – 0                                                                  | Albania                                                                | Qual. Mondiali 2010                                                    | -                                                                      | 24’ 36’, 42’                                                           |
| 10-6-2009                                                              | Tirana                                                                 | Albania                                                                | 1 – 1                                                                  | Georgia                                                                | Amichevole                                                             | -                                                                      | 80’                                                                    |
| 12-10-2010                                                             | Minsk                                                                  | Bielorussia                                                            | 2 – 0                                                                  | Albania                                                                | Qual. Euro 2012                                                        | -                                                                      |                                                                        |
| 17-11-2010                                                             | Coriza                                                                 | Albania                                                                | 0 – 0                                                                  | Macedonia                                                              | Amichevole                                                             | -                                                                      |                                                                        |
| 9-2-2011                                                               | Tirana                                                                 | Albania                                                                | 1 – 2                                                                  | Slovenia                                                               | Amichevole                                                             | -                                                                      |                                                                        |
| 26-3-2011                                                              | Tirana                                                                 | Albania                                                                | 1 – 0                                                                  | Bielorussia                                                            | Qual. Euro 2012                                                        | -                                                                      |                                                                        |
| 10-8-2011                                                              | Scutari                                                                | Albania                                                                | 3 – 2                                                                  | Montenegro                                                             | Amichevole                                                             | -                                                                      | 59’                                                                    |
| 2-9-2011                                                               | Tirana                                                                 | Albania                                                                | 1 – 2                                                                  | Francia                                                                | Qual. Euro 2012                                                        | -                                                                      | 36’                                                                    |
| 6-9-2011                                                               | Lussemburgo                                                            | Lussemburgo                                                            | 2 – 1                                                                  | Albania                                                                | Qual. Euro 2012                                                        | -                                                                      | 35’                                                                    |
| 11-10-2011                                                             | Tirana                                                                 | Albania                                                                | 1 – 1                                                                  | Romania                                                                | Qual. Euro 2012                                                        | -                                                                      |                                                                        |
| 11-11-2011                                                             | Tirana                                                                 | Albania                                                                | 0 – 1                                                                  | Azerbaigian                                                            | Amichevole                                                             | -                                                                      |                                                                        |
| 15-11-2011                                                             | Prilep                                                                 | Macedonia                                                              | 0 – 0                                                                  | Albania                                                                | Amichevole                                                             | -                                                                      |                                                                        |
| 7-6-2013                                                               | Tirana                                                                 | Albania                                                                | 1 – 1                                                                  | Norvegia                                                               | Qual. Mondiali 2014                                                    | -                                                                      |                                                                        |
| 14-8-2013                                                              | Tirana                                                                 | Albania                                                                | 2 – 0                                                                  | Armenia                                                                | Amichevole                                                             | -                                                                      | 46’                                                                    |
| 6-9-2013                                                               | Lubiana                                                                | Slovenia                                                               | 1 – 0                                                                  | Albania                                                                | Qual. Mondiali 2014                                                    | -                                                                      |                                                                        |
| 10-9-2013                                                              | Reykjavík                                                              | Islanda                                                                | 2 – 1                                                                  | Albania                                                                | Qual. Mondiali 2014                                                    | -                                                                      | 78’                                                                    |
| Totale                                                                 |                                                                        | Presenze                                                               | 19                                                                     |                                                                        | Reti                                                                   | 0                                                                      |                                                                        |

## Palmarès

### Club

#### Competizioni nazionali
- Campionato albanese: 1

Vllaznia: 2000-2001
- Coppa d'Albania: 1

Vllaznia: 2007-2008
- Campionato azero: 2

Qarabağ: 2013-2014, 2014-2015
- Coppa dell'Azerbaigian: 2

Qarabağ: 2008-2009, 2014-2015